# Saltcoats
Saltcoats (gael. Baile an t-Salainn) – miasto położone w zachodnim wybrzeżu Szkocji, nad Firth of Clyde. Razem z Ardrossan i Stevenston tworzą tak zwane "Trzy Miasta".

## Historia
Nazwa Saltcoats pochodzi od przemysłu którym zajmowała się wioska, czyli zbieraniem soli morskiej z morza do małych domków w języku scots zwanych coats. Oprócz tego w mieście zajmowano się górnictwem, rybołówstwem i tkactwem.
Na przełomie XX wieku, kiedy spadła ilość zbieranej soli, Saltcoats stało się popularnym miejscem wypoczynkowym. Piaszczyste plaże stały się popularnym miejscem wypoczynku dla wczasowiczów i turystów.
Saltcoats otrzymało prawa miejskie w 1528.

## Nauka
W Saltcoats są 4 szkoły podstawowe, 1 szkoła średnia, 1 szkoła specjalna i jeden ośrodek kultury.

## Znani ludzie
- Steve Clarke - szkocki piłkarz
- Hugh McMahon - szkocki piłkarz
- Bobby Lennox - szkocki piłkarz, legenda Celticu. Członek drużyny która zdobyła Puchar Mistrzów w 1967
- Colin Hay - muzyk, założyciel zespołu Men at Work
- Janice Galloway - szkocka pisarka